# Великий Луг (Нерчинський район)
Великий Луг (рос. Большой Луг) — село у складі Нерчинського району Забайкальського краю, Росія. Входить до складу Олінського сільського поселення.

## Населення
Населення — 72 особи (2010; 57 у 2002).
Національний склад (станом на 2002 рік):
- росіяни — 100 %